# Суварыш
Суварыш — река в России, протекает в Курганской области. Устье реки находится в 346 км по левому берегу реки Исеть. Длина реки составляет 64 км, площадь водосборного бассейна 1310 км².

## Притоки
- Малый Суварыш
- Скакушка
- Атяж, у с. Тамакульское, 39 км от устья
- Могилёвка, у с. Мясниково, 30 км от устья
- Крестовка, у с. Мясниково, 26 км от устья
- Марай, у с. Широковское

## Данные водного реестра
По данным государственного водного реестра России относится к Иртышскому бассейновому округу, водохозяйственный участок реки — Исеть от впадения реки Теча и до устья, без реки Миасс, речной подбассейн реки — Тобол. Речной бассейн реки — Иртыш.
Код объекта в государственном водном реестре — 14010501112111200003224.

## Населённые пункты
- с. Падерино
- д. Бабинова
- с. Тамакульское
- с. Мясниково
- с. Широковское
- д. Верхний Суварыш (в адм. подчинении г. Далматово)